# Буча (футбольний клуб)
ФК «Буча» — аматорський футбольний клуб з міста Буча Київської області.

## Історія
У 1999 року група небайдужих до футболу мешканців селища Буча зареєстрували Громадську Організацію Футбольний Клуб «Буча». Шефство над футболом у Бучі взяв селищний голова Анатолій Федорук, а очолив клуб Василь Олексюк. Клубом було закуплено форму, обладнано справжнє футбольне поле, заплановане будівництво стадіону «Ювілейний», який був зданий у експлуатацію у 2001 році.
У 2002 році «Буча» вперше зіграла у обласному змаганні під назвою «Буча-КЛО» і посіла перше місце у чемпіонаті Київської області 2002 року, після чого 8 років команда брала участь у турнірах Києво-Святошинського району.
2008 року керувати командою запросили відомого тренера, та не менш відомого у минулому гравця Віктора Удалова, але в тому ж сезоні бучани ледь не «вилетіли» із Вищої ліги Києво-Святошинського району. Натупного 2009 року «Буча» стає чемпіоном районної Вищої ліги і у 2010 році керівництво клубу приймає рішення взяти повернутись у чемпіонат Київської області.
2011 року клуб перемагає у аматорському кубку України, обігравши у фіналі «Гвардієць» з селища Гвардійське за сумою двох матчів з рахунком 7:2 і отримує право на участь в Кубку України сезону 2012—2013, а також захищає титул володаря кубку Київської області, обігравши в фіналі «Путрівку» з однойменного міста. Щоправда, обидва суперкубка бучанці програли — 19 листопада 2011 в серії післяматчевих пенальті чемпіону Київської області вишгородському «Діназу», а 26 листопада з рахунком 0-1 переможцю аматорської першості України «Нове життя» з села Андріївки Машівського району Полтавської області.

## Досягнення
- Чемпіон Київської області: 2002
- Чемпіон Києво-Святошинського району у вищій лізі: 2009
- Володар Кубка Києво-Святошинського району: 2009
- Володар Кубка Київської області: 2010, 2011
- Володар Кубка України серед аматорів: 2011
- Учасник Суперкубка Київської області: 2011
- Учасник Суперкубка України серед аматорів: 2011